# Čikl
Čikl (čikla, čiklja, csikli) je tradicijski ribarski čamac Srednjeg Podunavlja. Izvedenice su jeger čikl (lovački, lovočuvarski čikl), laptaš (veliki ribarski čikl, sa zavoznim veslima, za ribolov mrežom), drvarica (široki čikl za prijevoz drveta) i dr.
Umijeće izrade ovog čamca donijele su Podunavske Švabe. Nakon što su Nijemci doselili na područje hrvatskog Srednjeg Podunavlja (Slavonija, Srijem, Baranja), ovaj se brod koristio od kraja 17. stoljeća do polovice 20. stoljeća. Koristio se u tradicijskom ribolovu. Danas se umijeće obnove ovog ribarskog čamca koristi u okviru projekta unapređenja baranjskog ruralnog turizma i očuvanja baštine.

## Vanjske poveznice
- Zbornik - Zemaljska udruga Podunavskih Švaba u Hrvatskoj – Osijek  Arhivirana inačica izvorne stranice od 15. rujna 2016. (Wayback Machine)
- Čikl - tradicijski čamac baranjskih ribara, Fotozine “Žičani okidač” : ISSN 1334-0352